# Rivière Malheur
La rivière Malheur, en anglais : Malheur River, est un affluent de la rivière Snake dans l'État de l'Oregon au nord-ouest des États-Unis. Elle parcourt environ 190 miles dans la partie orientale de l'État de l'Oregon, son cours fait 306 kilomètres de long. 
Ses trois branches drainent une minuscule fraction du vaste espace qu'est le Haut désert de l'Oregon, en particulier la partie entre les montagnes Bleues situées au nord, laissant le bassin de Harney vaste zone endoréique à l'est, et au sud les dernières rides des Steens Mountains à l'est du mont Riddle culminant à 1936 mètres d'altitude, précisément les Sheepheads mountains.
La branche sud de la rivière (South fork Malheur river) passe à moins d'une trentaine de kilomètres du lac Malheur, mais malgré l'homonymie toponymique, les eaux du bassin de la rivière Malheur n'alimentent nullement le lac Malheur.

## Géographie
La branche principale ou septentrionale de la rivière Malheur, appelée encore parfois "Middle fork Malheur river", prend sa source au sud des montagnes Bleues, elles-mêmes situées au sud du comté de Grant. Le torrent prend sa source au sud de Strawberry mountain, c'est-à-dire aux fractures  culminant à 2754 mètres d'altitude et à l'ouest du Bull Run rock atteignant presque 2400 mètres. Ces hautes terres plus humides de la Forêt nationale de Malheur voient naître différentes rivières :
- la John Day qui coule vers l'ouest,
- la Burnt river qui coule vers l'est,
- la North fork Malheur river qui coule vers le sud, en prenant sa source un peu plus à l'est et surtout plus au nord que la branche principale ou médiane de la rivière Malheur, avant de devenir son affluent. Beulah serait l'ancien nom de la North Fork.

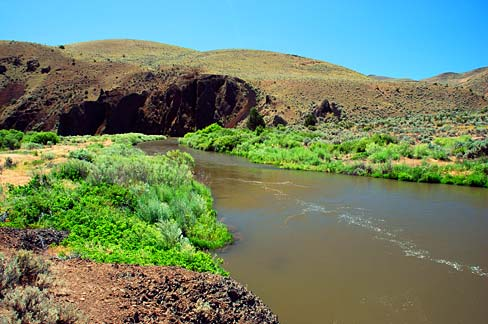
La rivière Malheur à l'est de Juntura

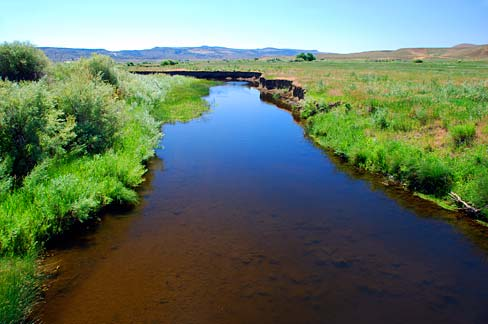
La Malheur à Drewsey

South Fork près de Crane

La branche principale de la rivière Malheur coule donc vers le sud toujours dans la forêt nationale Malheur, qui s'étend dans le comté de Grant, mais aussi dans le comté de Harney et le comté de Malheur. Elle rejoint alors la communauté de Drewsey, installée dans une vallée entre la passe ou col Stinking water au sud-ouest à 1477 mètres d'altitude et la passe Drinking water au nord-est à plus de 1283 mètres d'altitude. Elle coule dorénavant vers le sud-est et rejoint le barrage Warmsprings, situé dans une large plaine à l'est d'un ancien volcan nommé la butte Malheur. Le plan d'eau est situé en partie à la limite des deux comtés de Harney, à l'ouest et de Malheur, à l'est. Sa bordure occidentale est à environ 40 km à vol d'oiseau du lac Malheur.

Le pont sur la South Fork à Crane

Le pont et la rivière à Crane

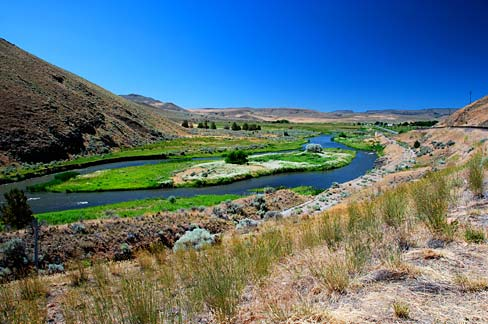
Une île près de Juntura

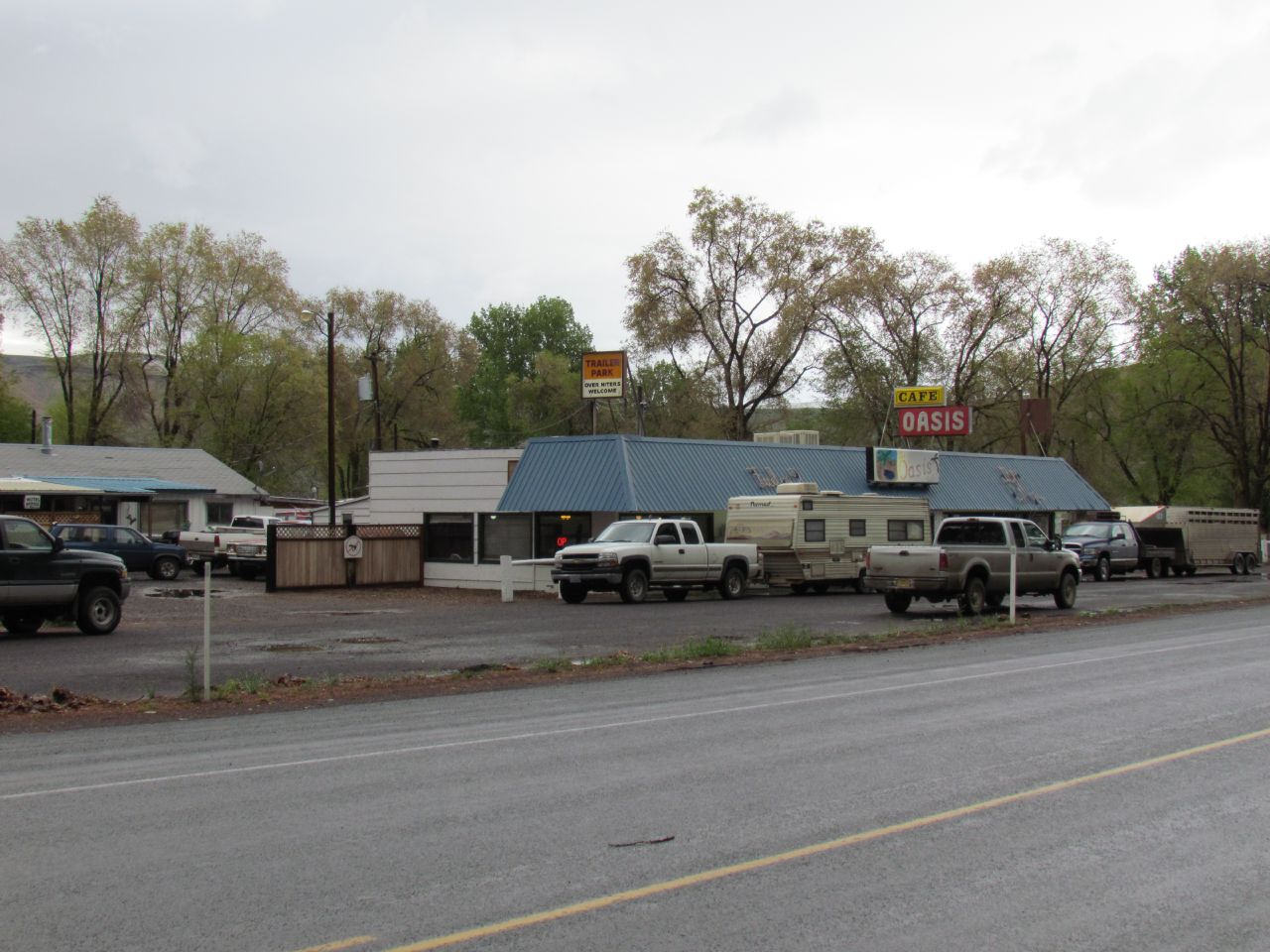
Juntura ou Junctura, lieu-jointure de la dernière branche de la rivière Malheur dans le comté homonyme en Oregon

La branche sud de la rivière Malheur, soit la South fork Malheur river, prend naissance dans une contrée de moindre altitude et beaucoup plus sèche, le revers des Sheepheads mountains. Née dans le comté de Malheur, au nord de l'autoroute 78 reliant Burns Junction, Malheur county à New Princeton, près du lac Malheur, la South Fork coule vers le nord-ouest dans le comté de Harney. Ce n'est qu'au nord de la grotte du Malheur (Malheur cave) qu'elle commence à emprunter une faille orientée vers le nord-nord-est, qui caractérise la bourgade de Venator, dans le district de Crane, Harney county.
Cette faille l'éloigne du lac Malheur alors qu'elle s'en était approchée à moins de 22 kilomètres à vol d'oiseau.
C'est le seul affluent important en rive droite de la rivière Malheur.
Les deux branches, sud et médiane principale, se rejoignent à Riverside, ancien poste temporaire dit du coin de la rivière qui mène au Malheur dans le comté de Malheur. Mais la faille de Venator détermine la direction primordiale de la rivière réunie, qui fait ensuite sa jonction avec la branche nord (North Fork Malheur river) à Juntura. Puis la rivière à Harper après Vale s'oriente vers la plaine agricole de la rivière Snake, où serpente la Snake qu'elle atteint à 650 mètres d'altitude à 3 kilomètres au nord d'Ontario, Oregon. Elle avait été rejointe auparavant par le ruisseau Wilow.
Le débit à Vale est estimé à 6 m³/s, mais le cours peut parfois dépasser 600 m³/s ou bien être à sec.

## Histoire
Le nom Malheur semble avoir été attribué à un vaste espace englobant notamment le bassin désertique d'Harney par les premiers trappeurs métis franco-amérindiens, avant d'être repris pour un des grands lacs, mais aussi les forêts avoisinantes du nord, les rivières plus à l'ouest par les Canadiens français qui parcouraient la région au début du XIXe siècle pour le compte de la Compagnie du Nord-Ouest dont le siège était à Montréal au Québec. Le toponyme français aurait été préservé par les Amérindiens bilingues, la rivière ou vallée menant à la contrée de Malheur, aux caractéristiques territoriales étendues selon les autochtones, qui aurait gardé cette appellation en doublon, ainsi que les grottes, les forêts, les volcans... Du bassin de la Snake, remonter la rivière Malheur ne signifie-t-il pas gagner l'actuel bassin de Harney. C'est cette piste que les guides américains ont retrouvée et promue comme branche routière du fameux Oregon trail, rejoignant le col ou passe Willamette, dans la chaîne des Cascades. La rivière au Malheur, littéralement qui mène au Malheur, remonte en direction de la contrée désertique du bassin géologique d'Harney, qui portait autrefois ce nom initial. 

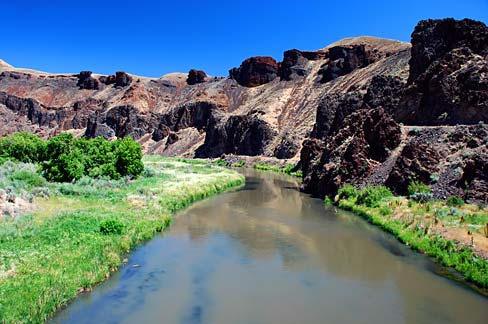
La rivière Malheur à l'ouest d'Harper

Il existe de nombreuses légendes tardives, expliquant l'odonyme appliqué à la rivière. Il prend alors le sens de mésaventure ou de mauvaise chance.
Des trappeurs auraient eu un important chargement de peaux de castors dérobé par les Amérindiens pendant qu'ils étaient partis traquer les animaux. La perte fut telle que les trappeurs appelèrent la rivière voisine, « rivière au Malheur ». Le trappeur canadien Peter Skene Ogden explora la région en 1826 et confirma le nom de « Malheur river » attribué à ce cours d'eau.

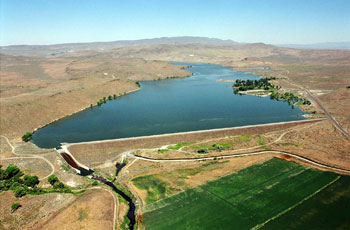
Barrage du Bully Creek

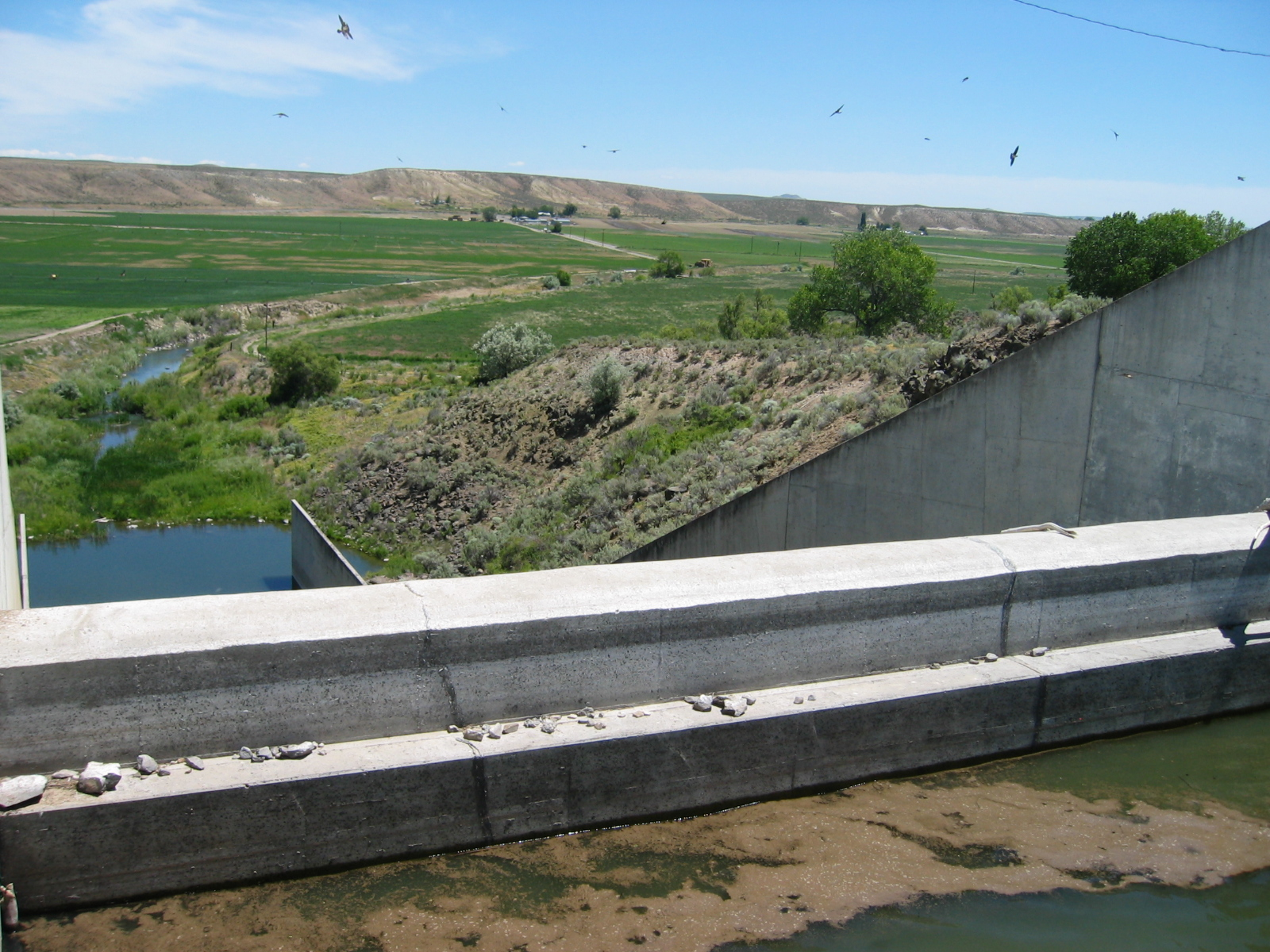
Le réservoir du ruisseau Bully surplombant la vallée de la Malheur

La rivière Malheur était extraordinairement renommée autrefois pour être un cours d'eau idéal pour la migration des poissons, notamment le saumon du Pacifique. Mais les nombreux barrages du début du XXe siècle ont puissamment dégradé ce milieu montagnard ou de hautes vallées. La basse vallée est utilisée pour l'irrigation, en particulier pour assurer les ressources en eau de ranching et surtout les cultures de fourrages et de pommes de terre. Si le réservoir de Warm Springs est le plus important, il ne faut pas oublier le plan d'eau de Beulah (Beulah reservoir), le Bully creek reservoir, le Malheur reservoir sur le ruisseau willow (Willow creek).
L'ensemble du système d'irrigation sophistiquée, présent à partir des localités de Namorf et d'Harper et comportant un réseau de plus de 600 km de canaux, fossés, dérivation... permet de couvrir 530 km² du bassin de la rivière Malheur, placés sous l'autorité du district d'irrigation Vale-Oregon. Les taux de phosphore et de composés agrochimiques, ainsi que les phénomènes d'eutrophisation touchant le cours inférieure sont aujourd'hui préoccupants.

## Autres liens
- Deux branches de la rivière Malheur :  Middle (Main) et North Fork Malheur dans la Forêt nationale Malheur
- Localisation USGS de la rivière Malheur